# 臺鐵柴聯車
臺鐵柴聯車（英語：Diesel Multiple Unit，DMU）是指臺灣鐵路公司（原臺灣鐵路管理局，略稱臺鐵或臺鐵局）以2～3輛編成固定組合，現役柴聯車均為固定3輛1組，以柴油為動力之車組。

## 概要
柴聯車組主要行駛於台鐵東部幹線及南迴線，少數編組行駛於西部幹線、北迴線的自強號列車，在2015年10月15日至2019年12月19日之間，曾有屏東線往返潮州－枋寮間的區間車及往返新左營－枋寮間的區間快車班次。全名為動力分散式柴聯車。
臺灣鐵路管理局的柴聯車皆為日系車輛，車組形式均為「動力駕駛車—電源拖車—動力駕駛車」，電源拖車亦裝有柴油引擎，負責發電供給全組列車的冷氣及照明設備。本型列車於臺鐵旗下目前共有兩種型式，部分型式可互相聯掛後進行總控運轉。
1982年，西部幹線最高等級的自強號列車營運後，為使當時尚未電氣化的東部幹線亦能行駛自強號列車，台鐵首度引進DR2800型柴聯車，為台鐵初代自強號柴聯車，最高時速為110公里，並開啟後續自強號柴聯車的引進。不過隨著鐵路電氣化區間不斷擴大，台鐵從DR3100型加入營運後即未再引進自強號柴聯車。2022年另外規劃購買4輛1組共15組60輛的支線用柴聯車。
2023年4月26日台鐵大改點，隨著環島電氣化已全線通車，以及新型EMU3000及EMU900陸續到港，自改點後DR2800型、DR2900型、DR3000型全數退出正班營運，DR3100型成了台鐵唯一還在營運的柴聯自強號車型。

## 車籍資料

### DMU2700型
- DMU2700型於1966年製造
- 日本東急車輛製

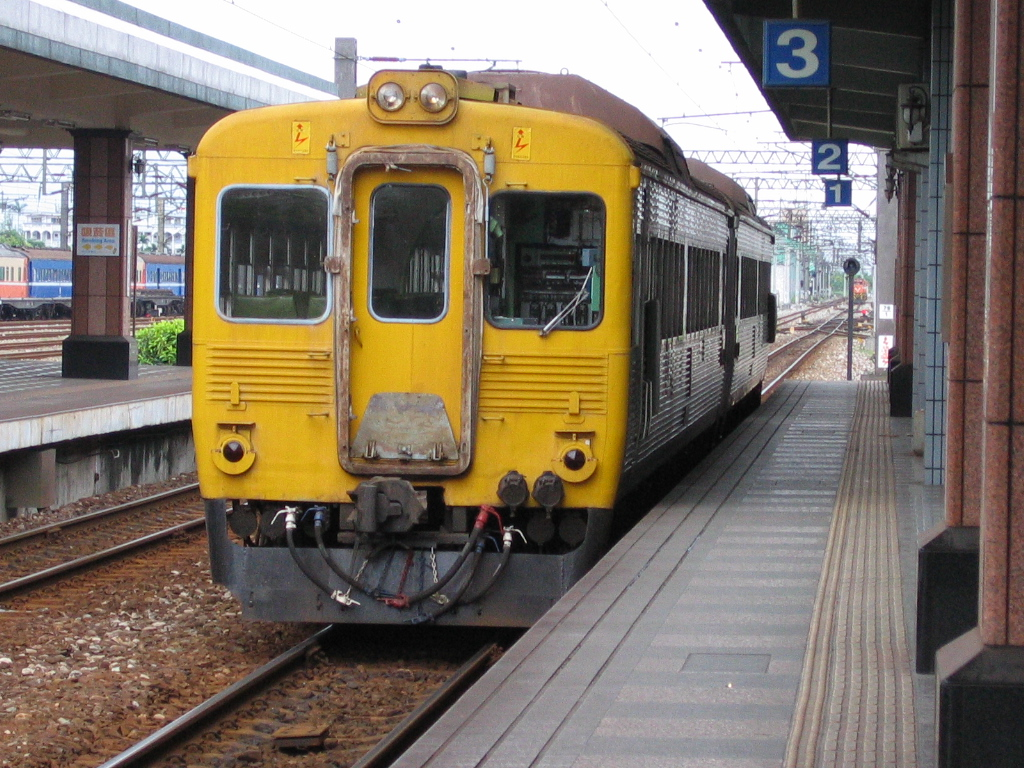
DR2700型

- 固敏式NHHRTO-6-B1引擎（現已改為固敏式NT855-R4引擎）
- 設計最高時速110km/hr
- 原25輛，現存18輛。因不鏽鋼車體，外號「白鐵仔」。
- 不若後續車型固定3輛1組，編組較具彈性。
- 2輛被改裝為台鐵電務段專用工程車：DR2712改造為CMB29，DR2719改造為CMB30，因端面特殊塗裝又被鐵道迷稱為「皮卡丘」。
- 目前僅存DR2722、2723仍在籍。
- DR2702~2703、2706～2708、2710~2711、2713~2714、2716～2718、2721、2724～2725報廢後已解體。
- DR2715、2720靜態保存於臺中舊站。
- DR2701、2705、2709經標售後，由私人收藏。
- 無動力拖車編為DR2750型已全數報廢，保留車為DR2752。
- 原作為台鐵光華號對號特快、柴油對號快車、柴油快車、普快車使用。
- 曾於2005年8月到2006年1月及2011年2月中行駛林口線免費客運。
- 西部幹線通勤列車由通勤電聯車接替後，轉移到台鐵台東線作為普快車營運，或作為特殊活動時的專列方式出現於各線。
- 末期運用車次為4671、4673、4674、4675、4676、4677、4678、4682、4683次（臺東線鐵路電氣化後改以EMU500型行駛）。
- 於2014年7月16日退出正班車營運。
- 因車架鏽蝕嚴重，於2020年起停止租用。

### DMU2800型
- DMU2800型於1982年製造
- 日本東急車輛製
- 日本日立電機系統

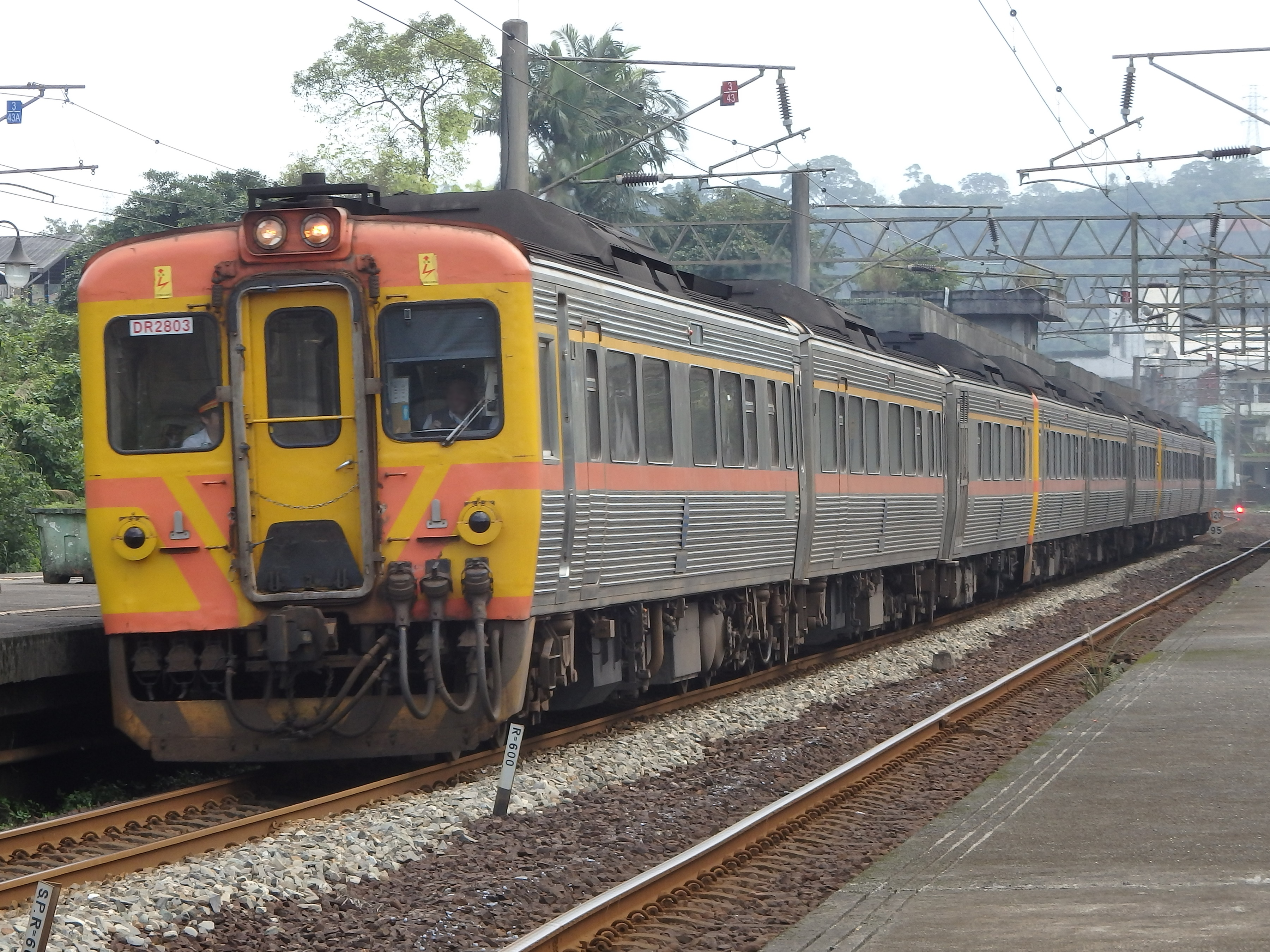
DR2800型

- 原始採用固敏式NT855-R4引擎，現已改裝固敏式NTA855-R1引擎
- 最高時速110KM/Hr
- 15組（45輛）
- 單組編組：DR2800-DR2850-DR2800
- DR2819-2860-2820改造為DR2800軌道檢查車。
- 本組車編號前9組27輛的動力車（DR2801到DR2818）非順號編組，部分車輛的方向也有顛倒情況
- 外觀上車身下方有弧度，類似DR2700型，與DR2700型相比，窗戶加長並加裝空調。
- 唯一空調置於車廂端面，且動力車及拖車均只有單一車門的柴聯車。
- 目前全部車組車門已改造成自動門，列車終點指示牌也更新為LED顯示器。
- 於高雄鐵路地下化通車後退出屏東線、南迴線路段營運，其後僅行駛於樹林－台東間。
- 2023年4月25日退出正班車營運，隔日開行6666次榮退專列行駛樹林花蓮間。

### DMU2900型
- 1986年引進DMU2900型
- 日本日立製
- 日本日立電機系統

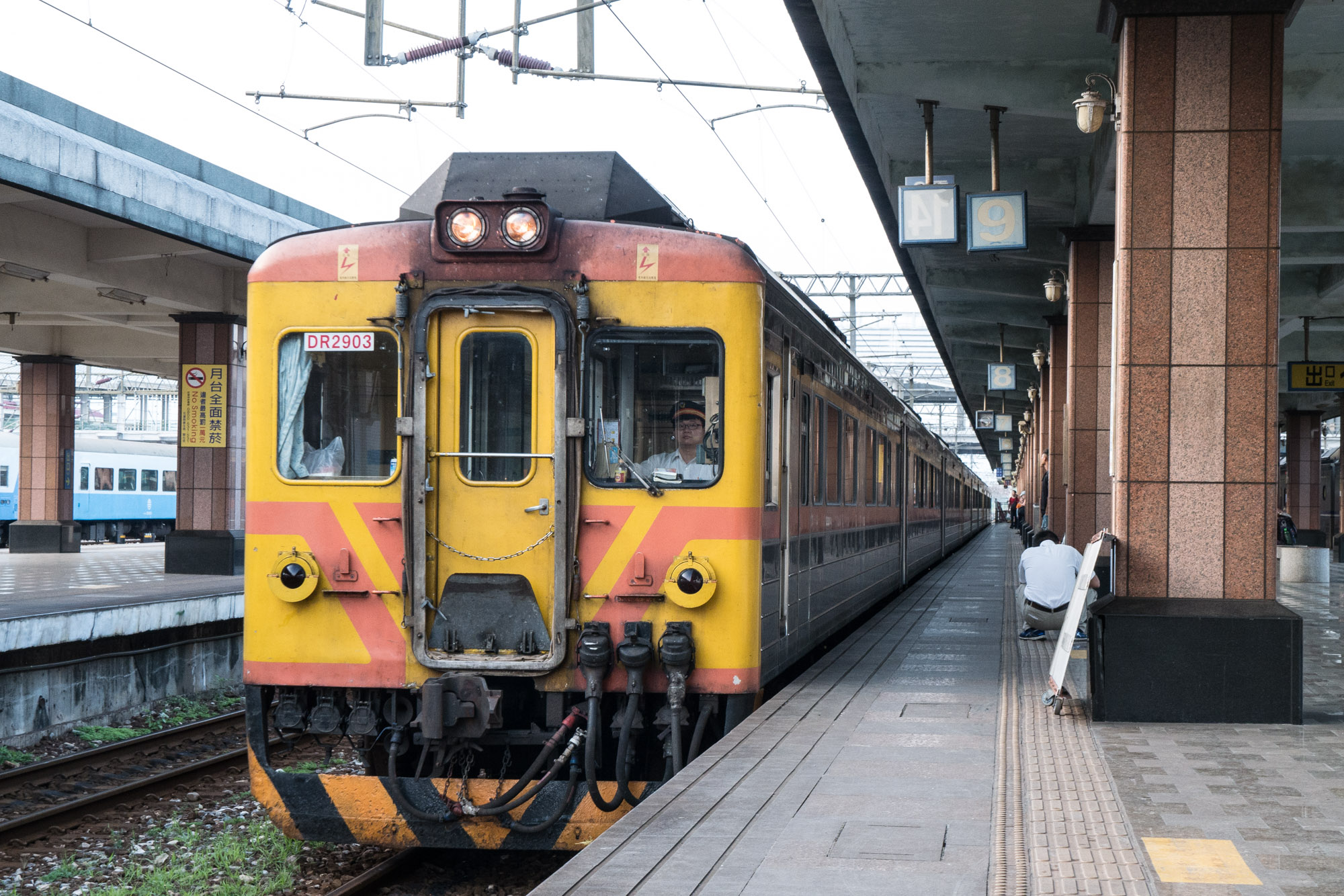
DR2900型

- 原採用固敏式NT855-R4引擎，現已更新為固敏式N14-R4引擎[2]
- 最高時速110KM/Hr
- 5組（15輛）
- 單組編組：DR2900-DR2950-DR2900
- 與後來引進的台鐵DR3000型為同型車
- 首款車頂冷氣柴聯車
- 原本車體側邊中央部分無塗裝臺灣鐵路管理局的「局徽」，當時為與DR3000型分辨的基本方式，後續已全數加上局徽
- 全部車組車門已改造成自動門，列車終點指示牌也更新為LED顯示器
- DR2909-2955-2910曾於2003～2006年時，將車體塗裝改為「嘟嘟列車」運行於高雄臨港線。
- 於2022年11月17日起退出屏東線、南迴線路段營運，其後僅行駛於樹林－台東間。
- 2023年4月25日退出正班車營運，隔日與DR3000型連掛開行6688次樹林至花蓮榮退專列。

### DMU3000型

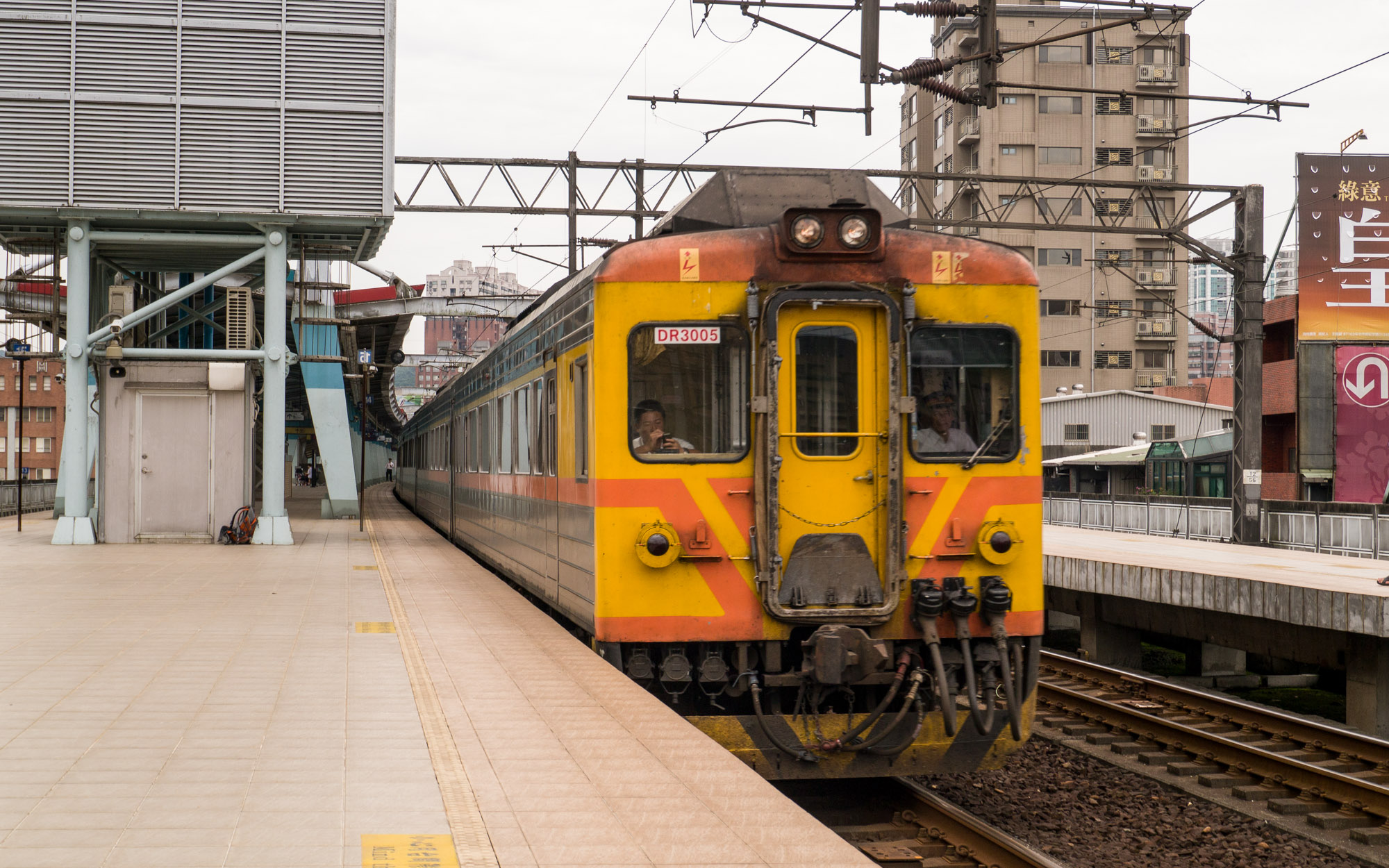
DR3000型

- 1990年引進DMU3000型，與DR2900為同型車
- 日本日立製
- 日本日立電機系統
- 原採用固敏式NT855-R4引擎，現已更新為固敏式N14-R4引擎[2]
- 最高時速110KM/Hr
- 原27組（81輛）
- 單組編組：DR3000-DR3070-DR3000
- 目前全部車組車門已改造成自動門，列車終點指示牌也更新為LED顯示器
- 2022年11月17日起退出屏東線、南迴線路段營運，其後僅行駛於樹林－台東間。
- 2023年4月25日退出正班車營運，隔日與DR2900型連掛開行6688次樹林至花蓮榮退專列。

### DMU3100型
- 1998年引進DMU3100型
- 日本日本車輛製
- 日本日立電機系統
- 固敏式NTA855-R1引擎
- 最高時速110KM/Hr
- 10組（30輛）

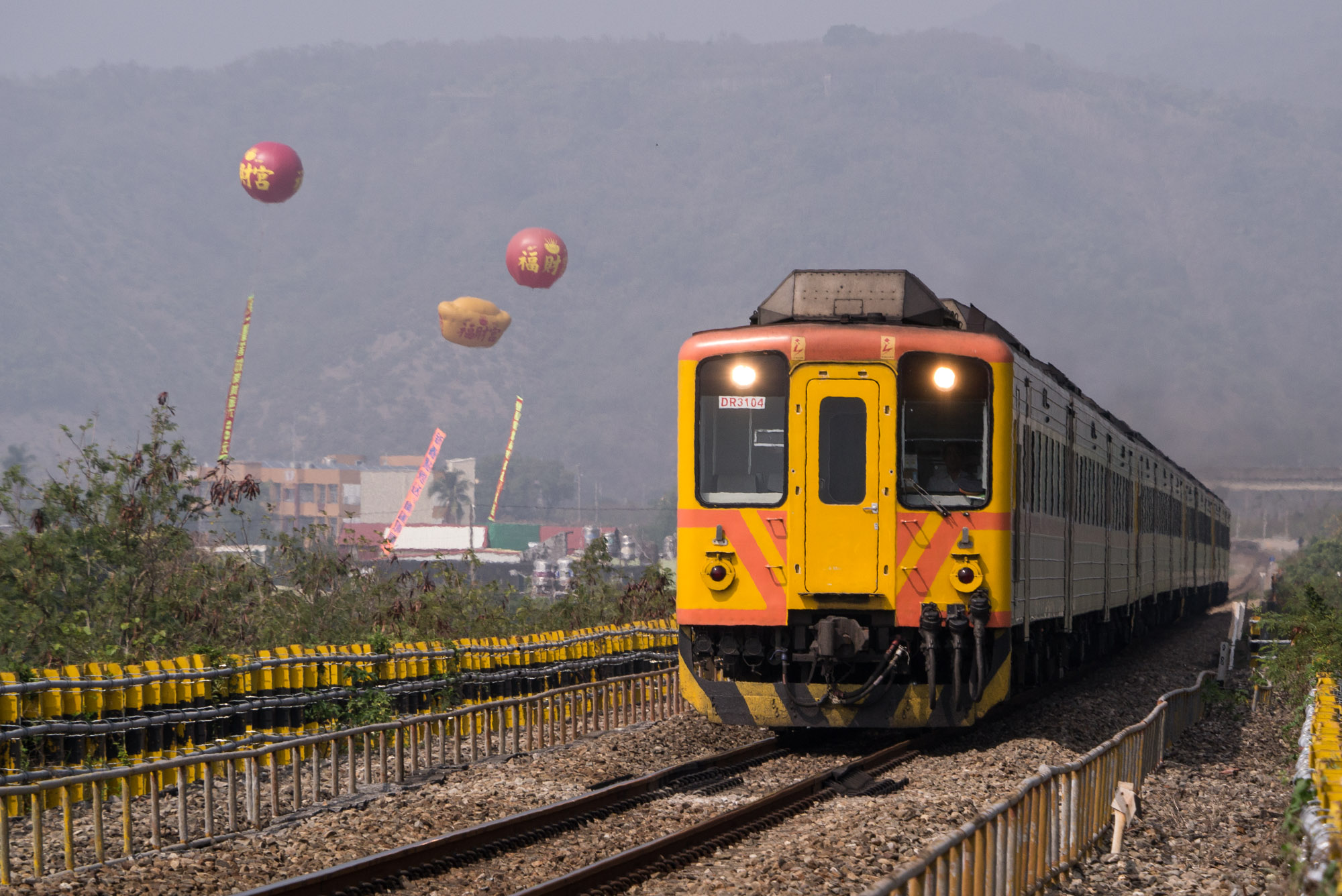
DR3100型

- 單組編組：DR3100-DR3150-DR3100
- DR3100型的動力駕駛車有兩組車門（DR2800，DR2900，DR3000三型的動力駕駛車皆只有一組車門），方便旅客上下車。
- DR3100型車的上下車門原始設計即為車長聯控開啟的全自動滑門。其他三種柴聯自強號列車原先設計為折疊式手動門（目前皆已改為全自動滑門）
- 柴聯自強號列車四種車型中，唯一設有無障礙座位及無障礙設施的車型，也是唯一進行無階化工程的車型
- 2008年中旬起，列車終點指示牌陸續改裝為LED顯示器，全數已改裝完成

### 支線節能環保客車
2015年台鐵規劃於支線引進2輛1組共30組60輛的環保客車，其動力規劃採油電混合車，2018年首次辦理招標以來數次流標，後經開會決議從2輛1組的油電混合客車，修改為採購4輛1組的柴聯車，總輛數不變，且要求引擎符合最新環保法規。
2022年8月25日，最終由台灣車輛取得標案，9月2日確定公告，預計於2025年12月29日完成履約。

## 意外事故
- 1997年3月27日：由樹林車站開往蘇澳車站的自強號1083次（DR3045-DR3093-DR3046=DR3039-DR3090-DR3040）於外澳車站事故中前兩輛（DR3045和DR3093）撞毀報廢。
- 2002年8月9日：由彰化車站開往豐原車站的自強迴送車2051A次（DR3017-DR3079-DR3018=DR3005-DR3073-DR3006=DR3011-DR3076-DR3012，未載客）於台中車站事故中前四節撞毀，僅DR3017一輛報廢。
- 2010年4月5日：由臺東車站開往豐原車站的自強號2056次於西勢車站到麟洛車站間，其中一節車DR3071發生車體引擎脫落事件。
- 2012年6月15日：由新左營車站開往花蓮車站的自強號305次於大武車站到瀧溪車站間因台灣地區多日豪雨導致土石流，DR3108於此處發生列車出軌。
- 2013年8月31日：由臺東車站開往新左營車站的自強號302次(DR3051-DR3096-DR3052=DR3003-DR3072-DR3004)於枋野車站到加祿車站間遭受土石流衝擊。導致列車車廂脫軌分離10公尺。其中受損較嚴重的DR3051-DR3096-DR3052編組，因為整體修復經費龐大且東部幹線年底即將完成電氣化工程等營運考量，目前臺鐵局暫決定不予修復，並作為零件器官車供同型車維修之用。2015年7月6日，台鐵公告45DR3051-40DR3096-45DR3052編組報廢標售。
- 2015年5月1日:由台中開往台東的自強號371次停在斗六車站,第5節車廂(DR3155) 車軸卡死起火冒出大量濃煙,幸撲滅火勢,無人員傷亡
- 2016年6月22日：由新左營開往花蓮的自強號307次，其中的7-9節車廂(DR3048-DR3094-DR3047)於瑞穗-富源間發生出軌意外，車上當時有2位大陸的自由行旅客受傷，後續已送往醫院就醫，並加派公路遊覽車輸送旅客。車廂的轉向架則皆有脫落的情形。臺鐵局先將未出軌的1-6節車廂與7-9車廂編組解聯後由1-6節車廂繼續單獨行駛至終點站花蓮。並於隔日10:37分搶通。

## 列車圖片

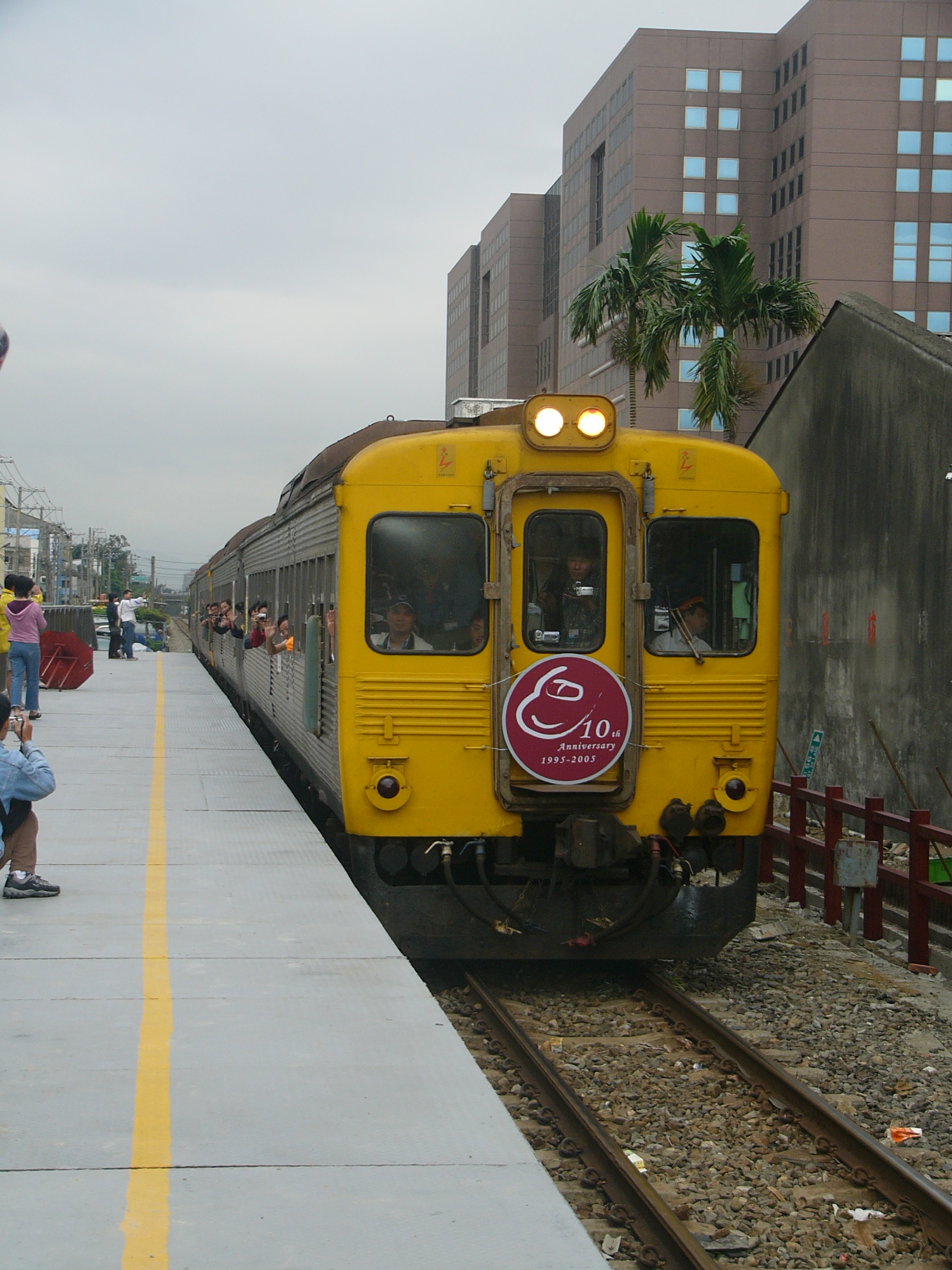
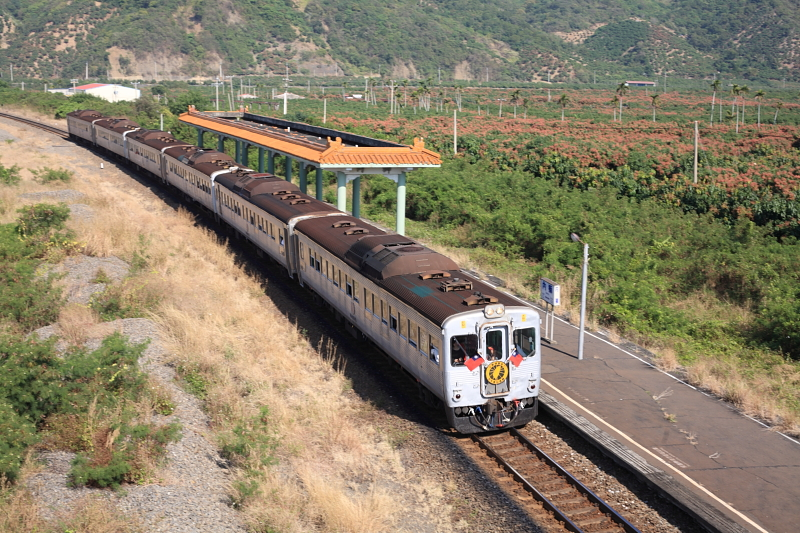
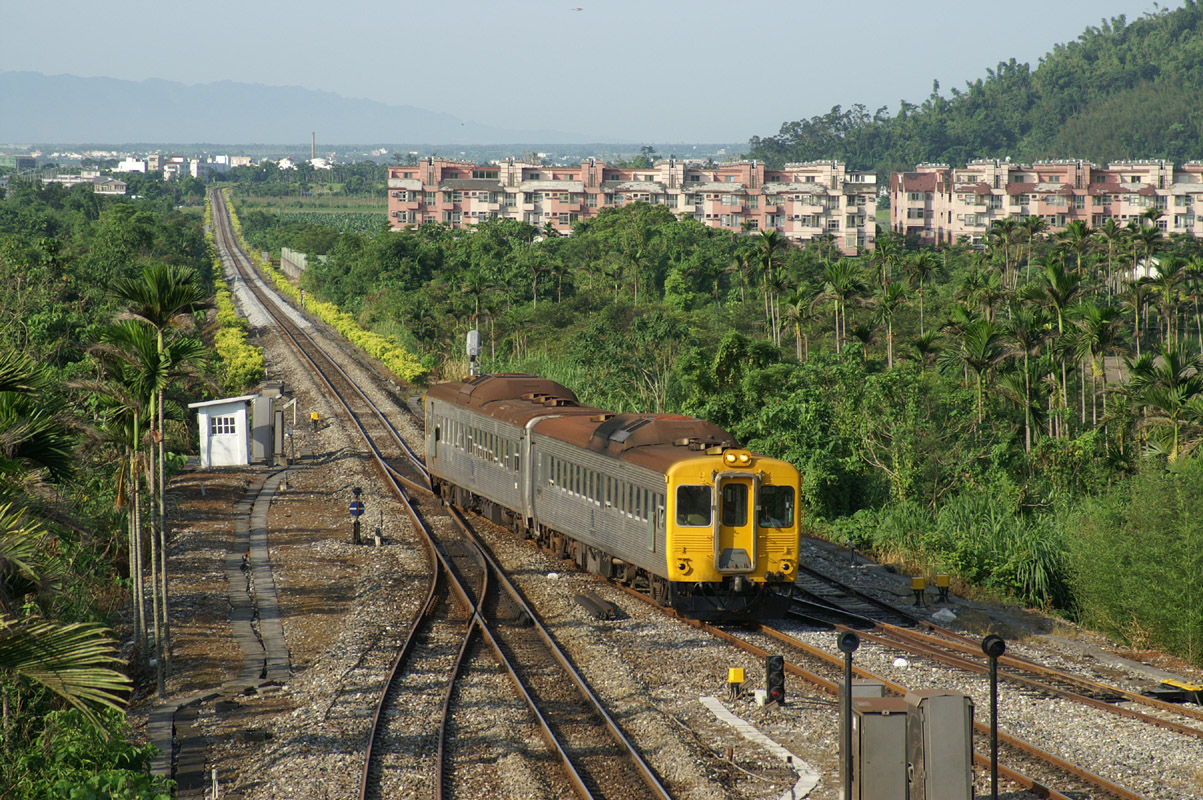
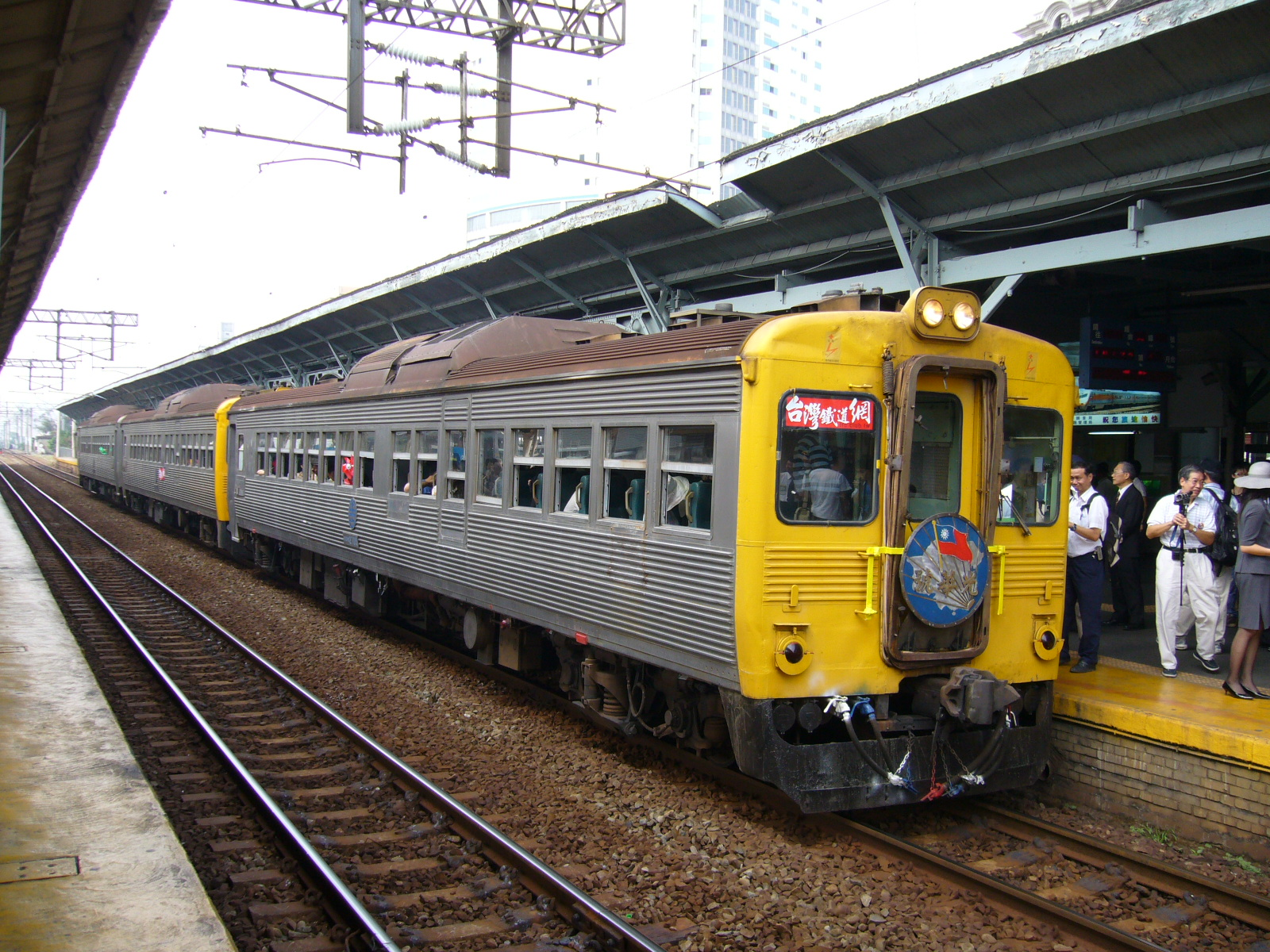
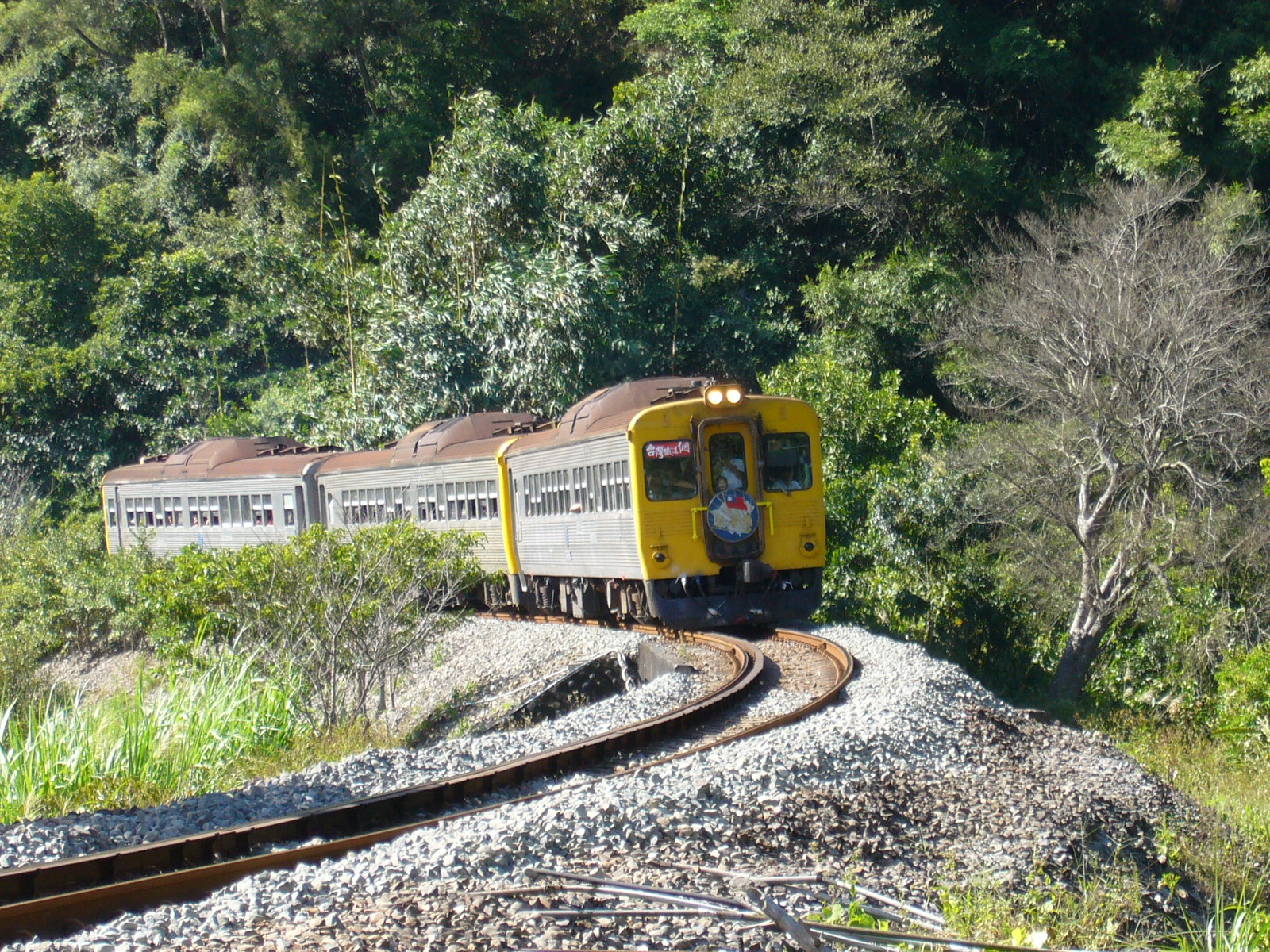

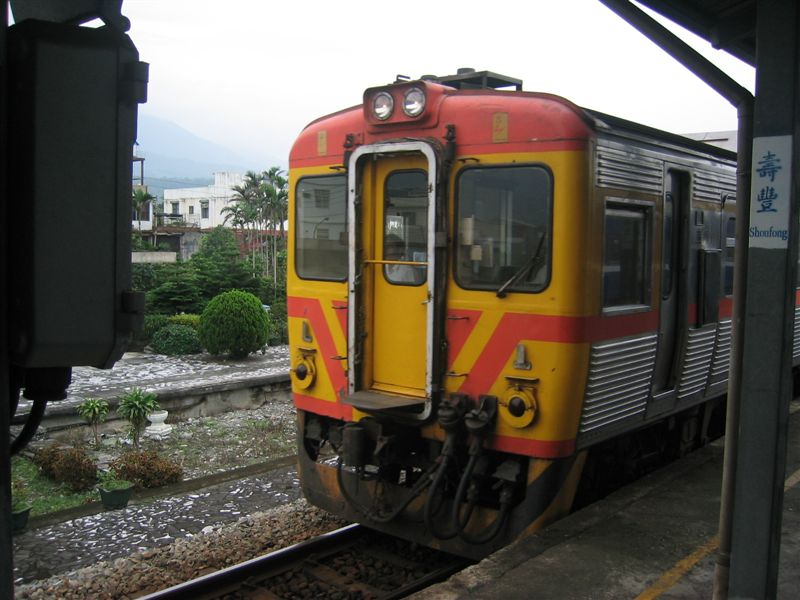
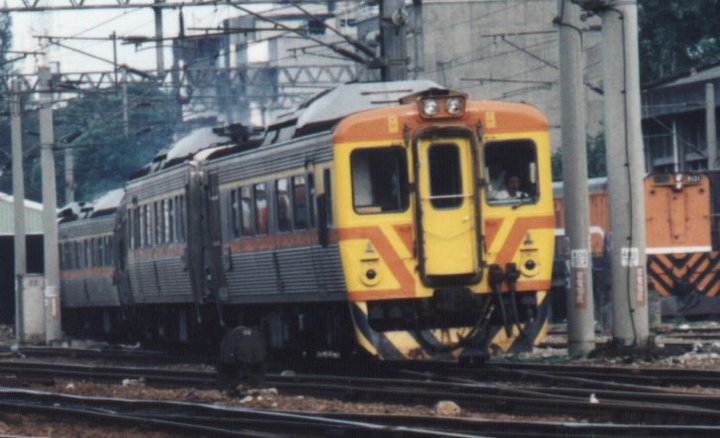

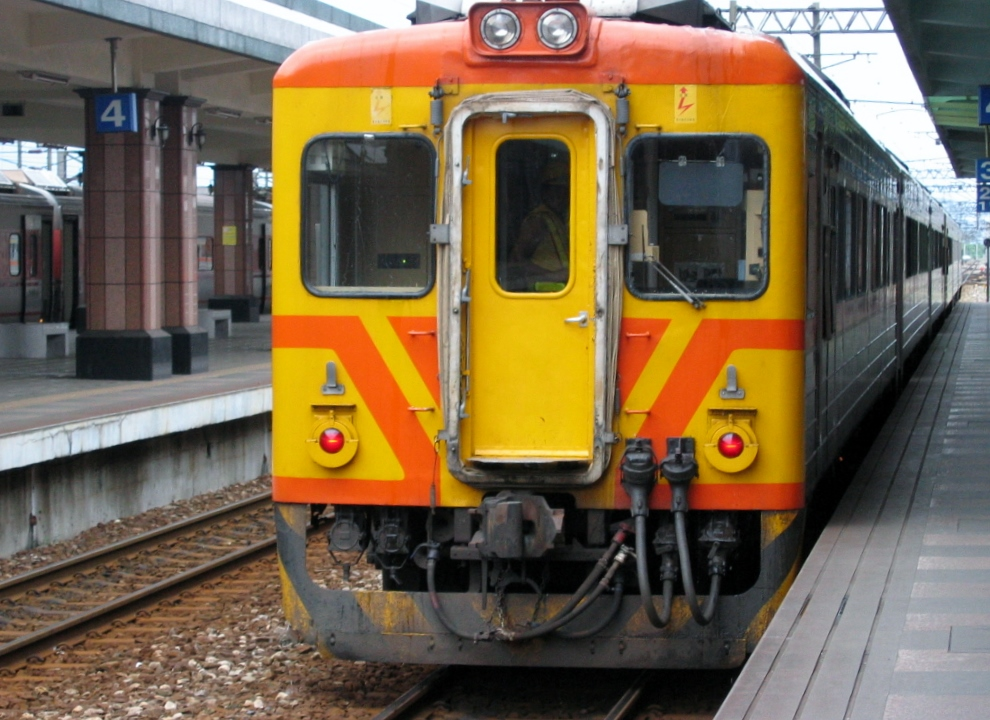
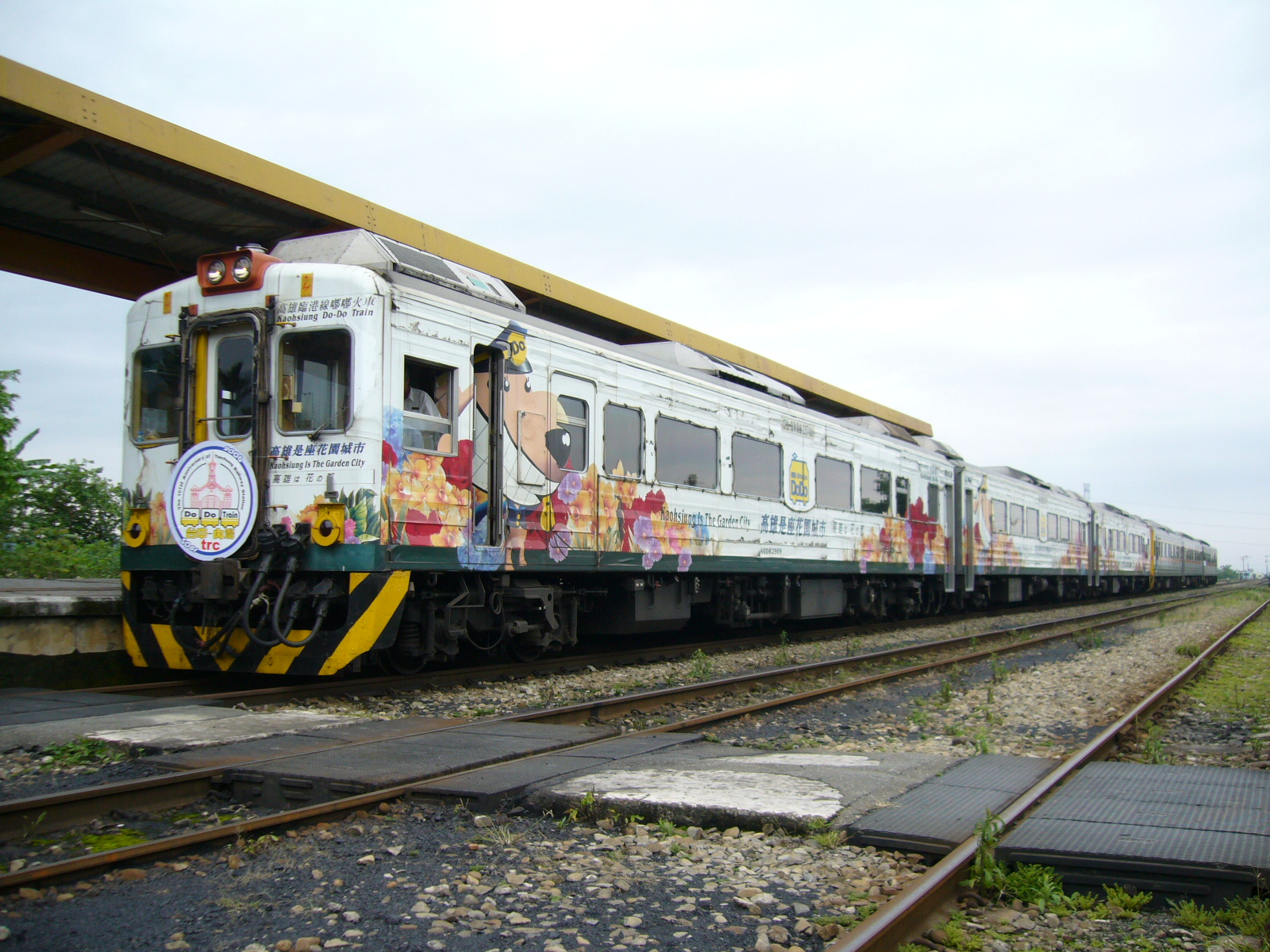
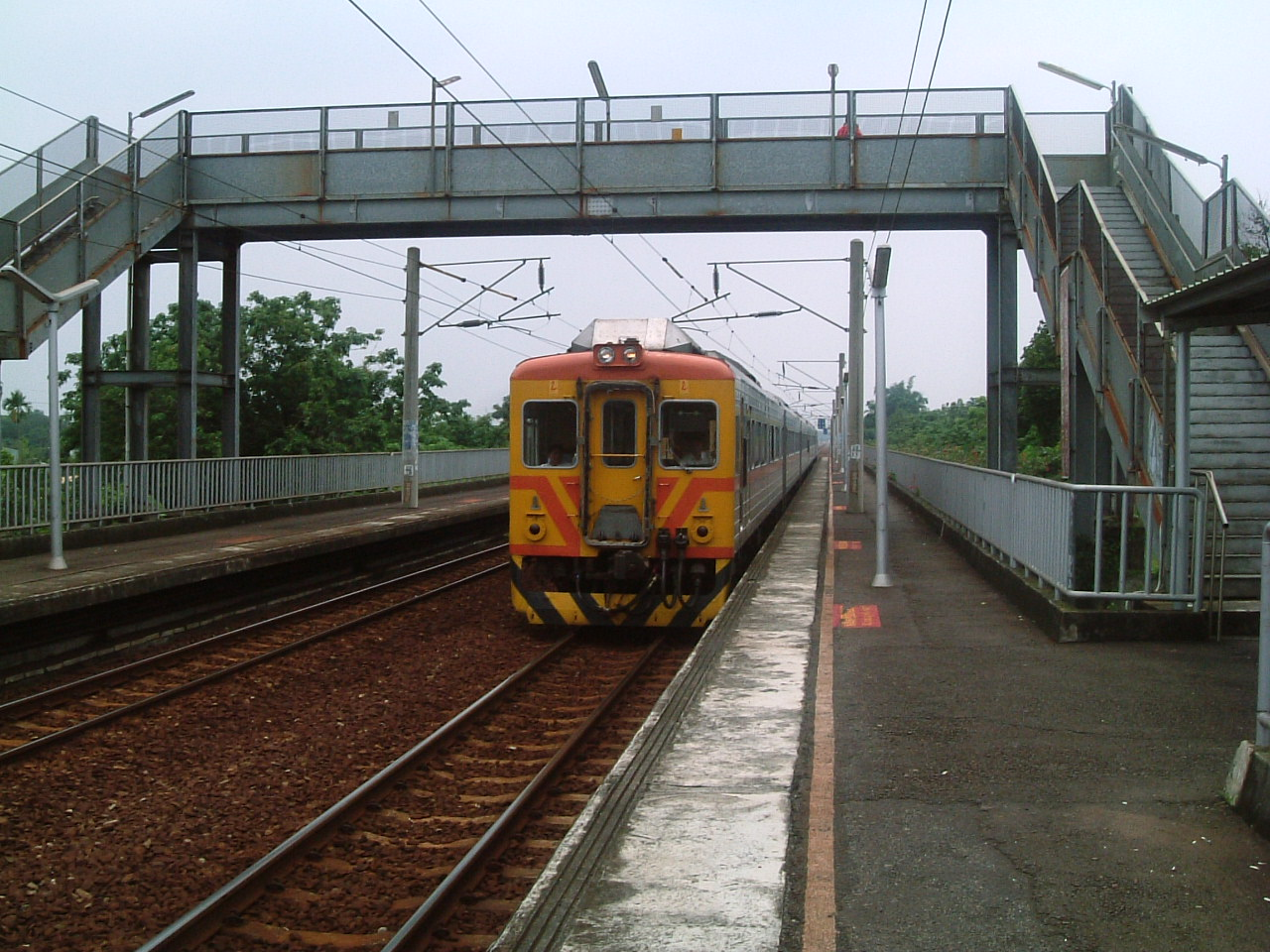
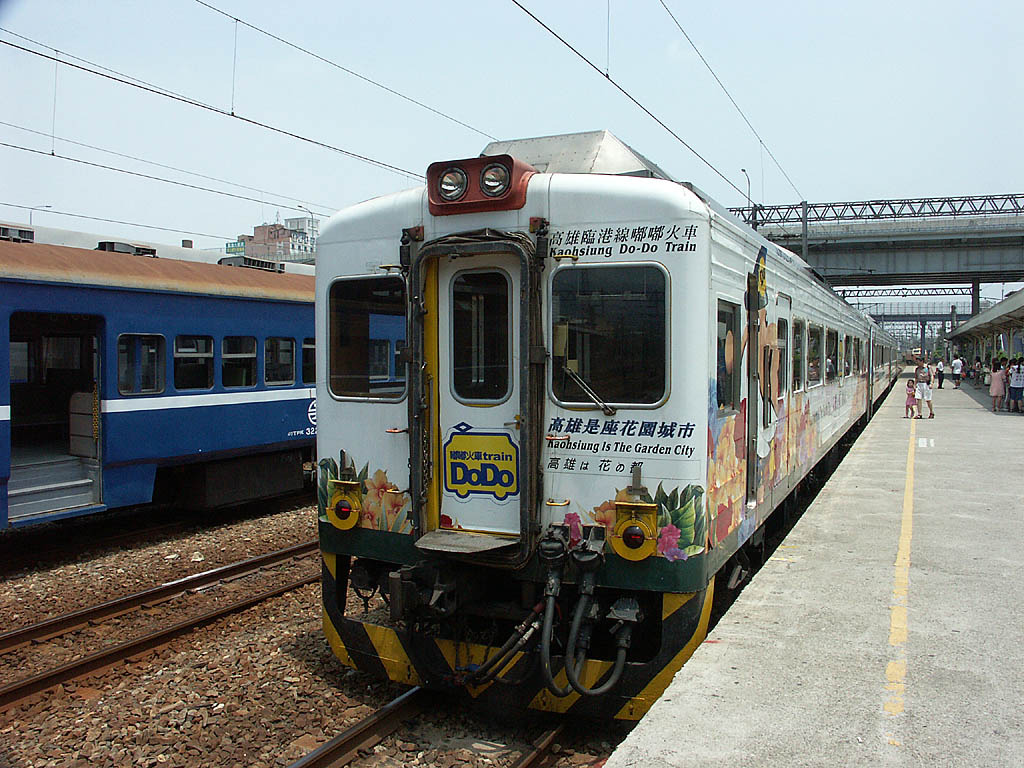
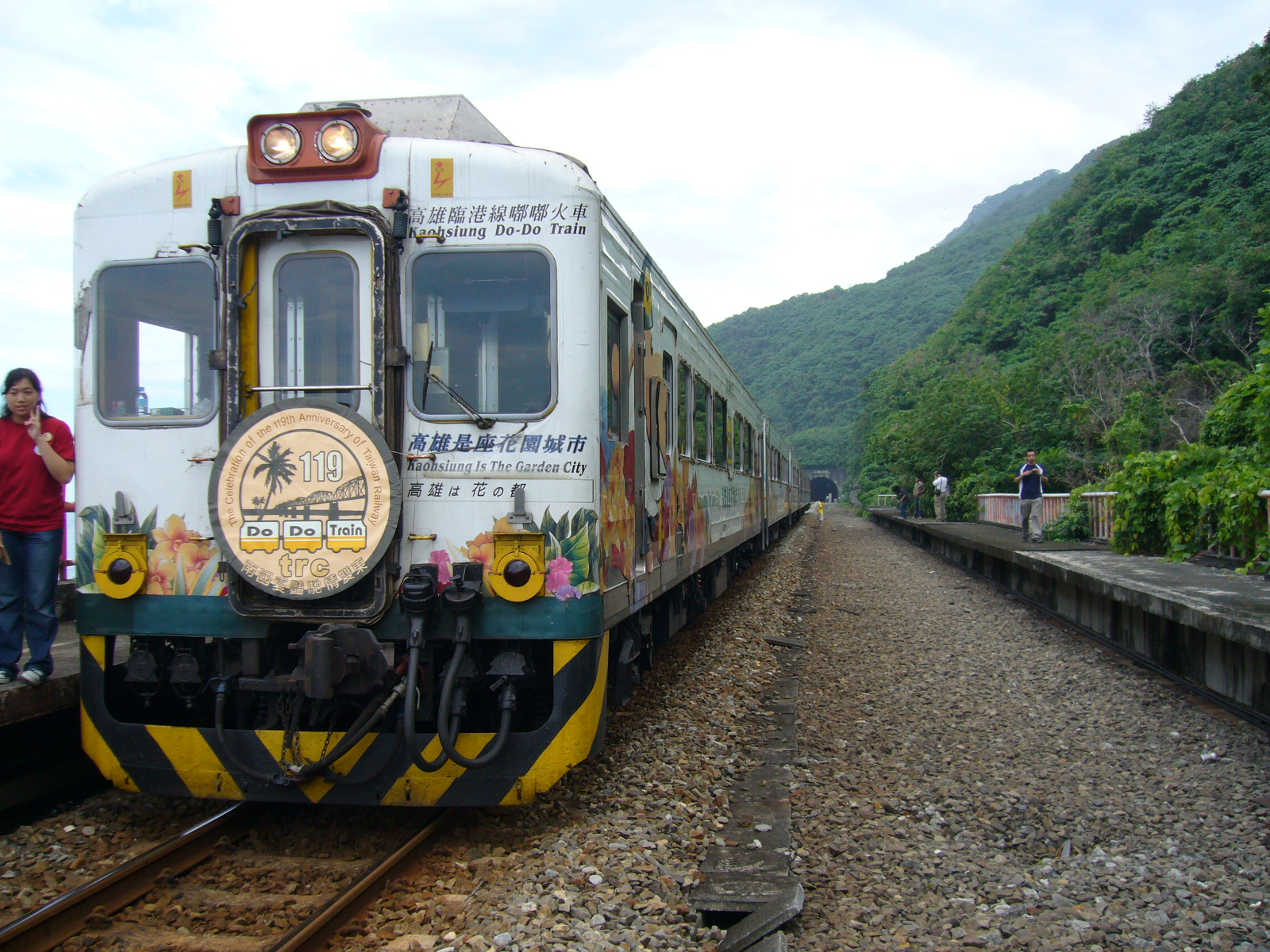
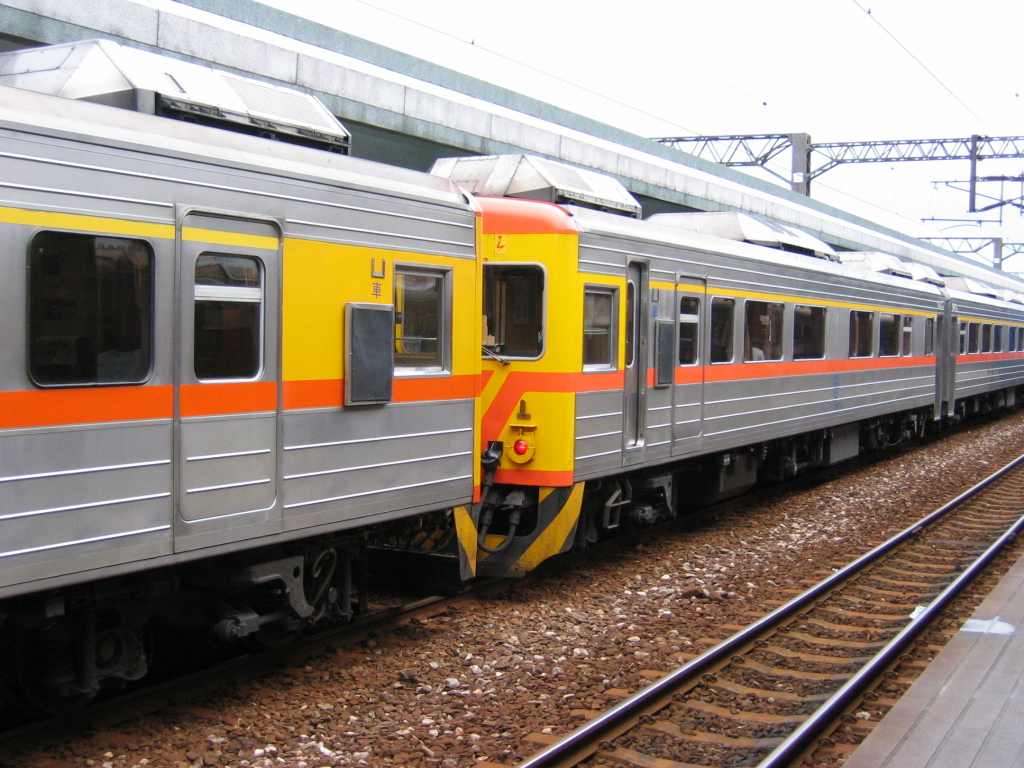

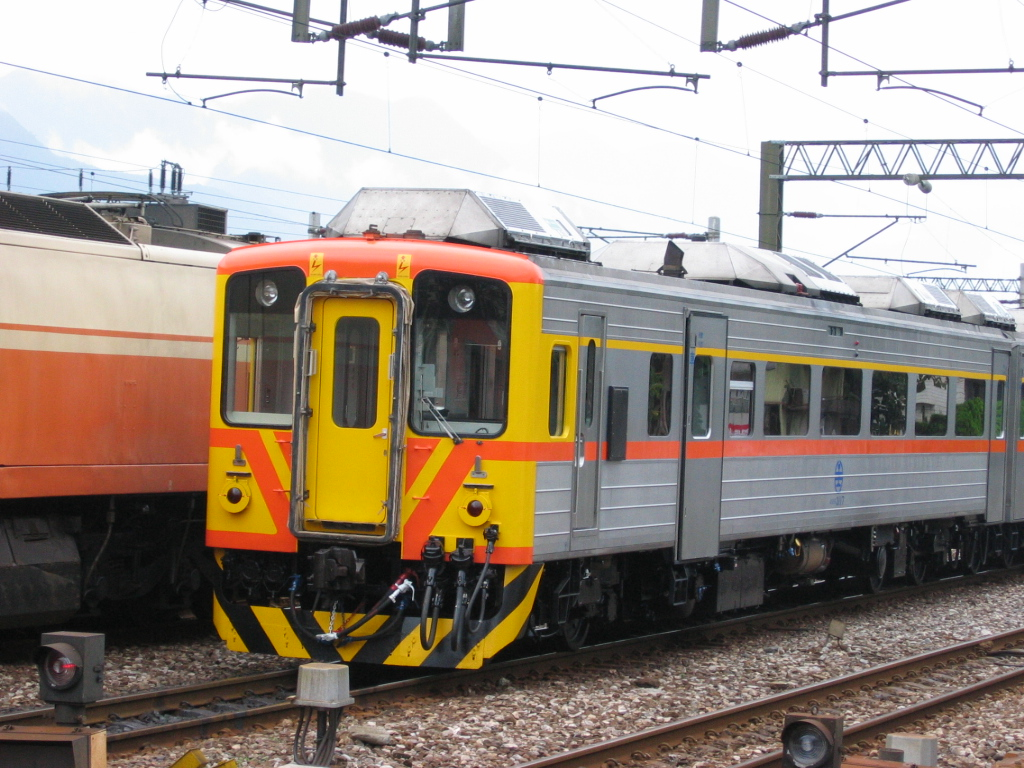
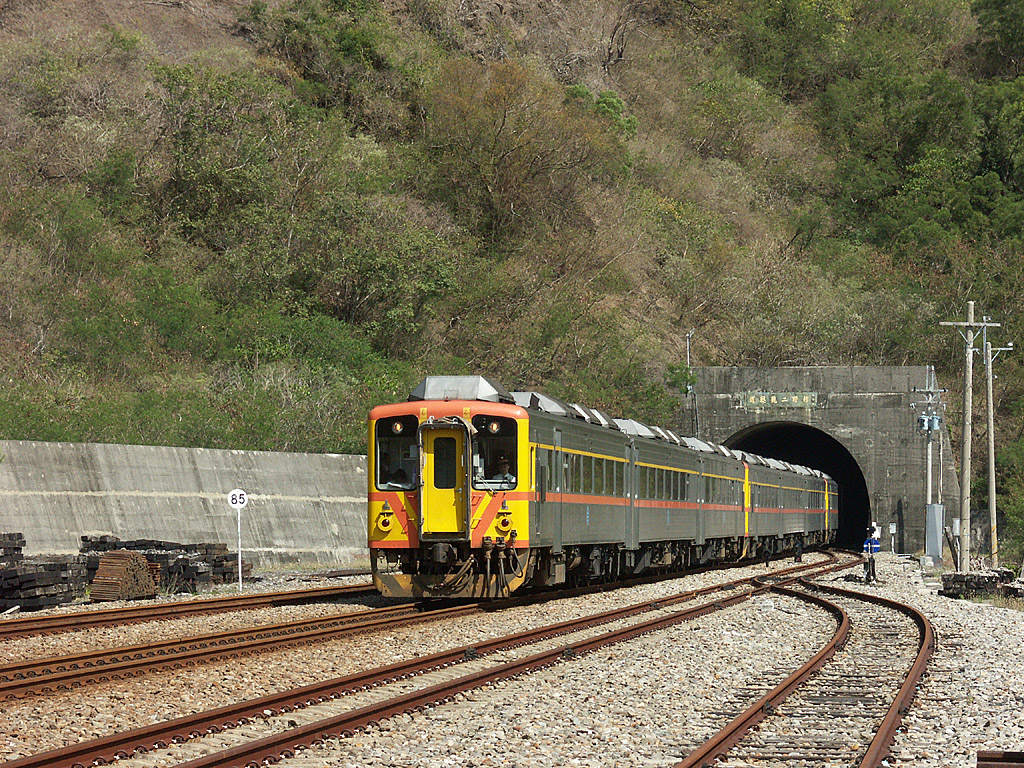
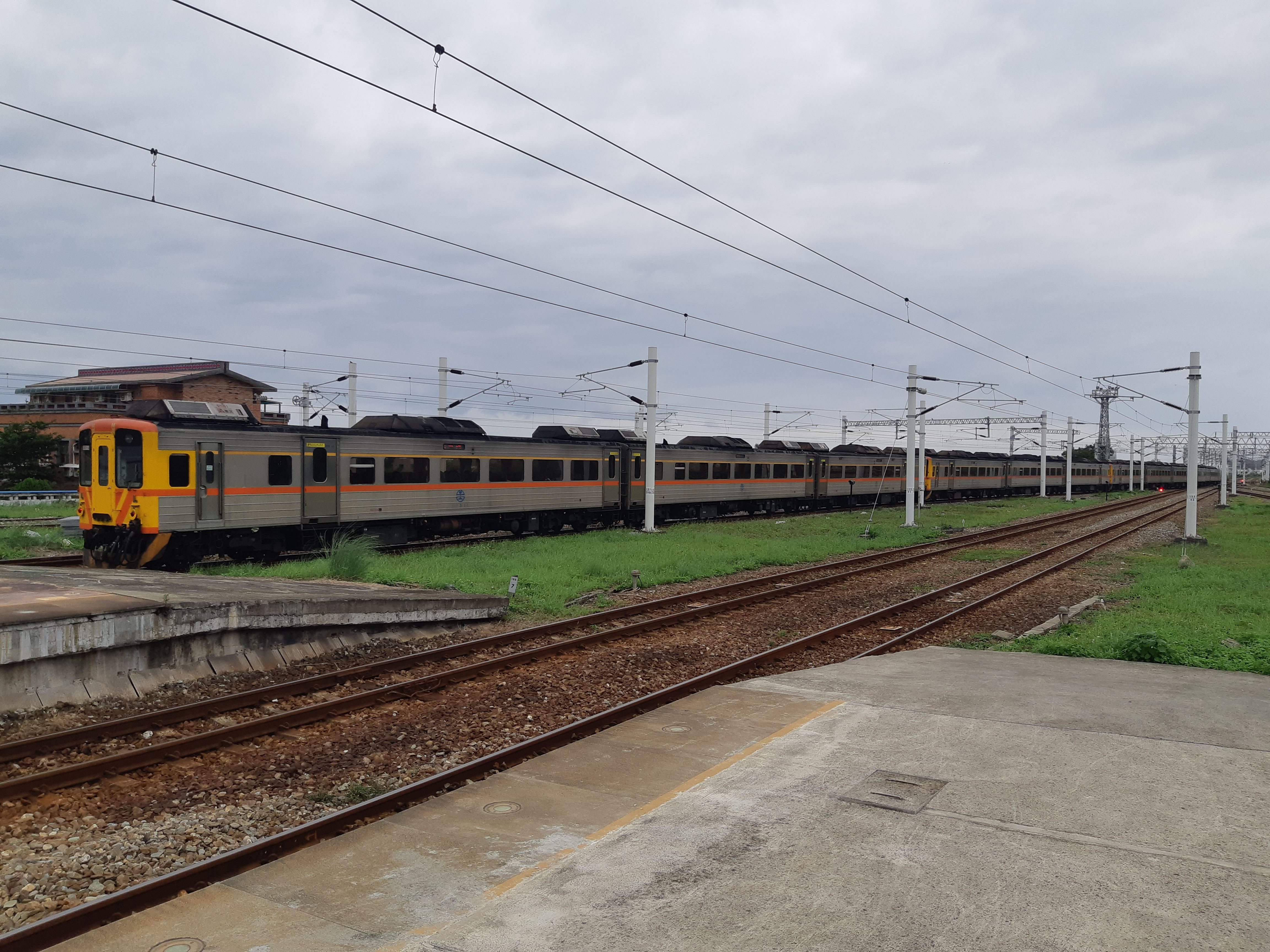
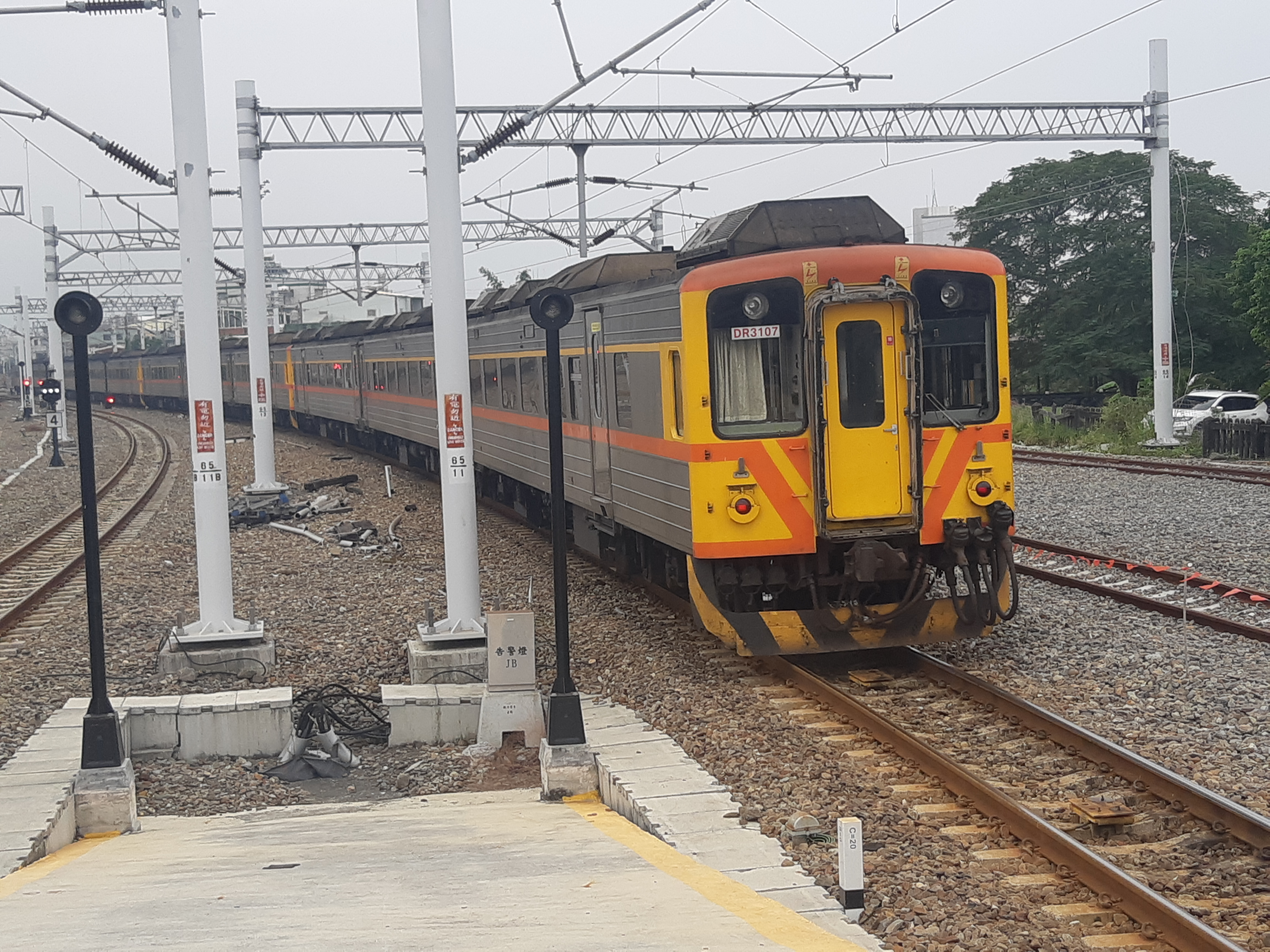

- DR2700

- DR2800

- DR2900與DR3000

- DR3100

## 外部連結
- 20091031 DR2700型光華號懷舊之旅通過南港站 （页面存档备份，存于）（Youtube影片）